# Ronde van Groot-Brittannië 2007
De Ronde van Groot-Brittannië 2007 (Engels: Tour of Britain 2007) werd gehouden van zondag 9 tot en met zondag 16 september in Groot-Brittannië.

## Verloop

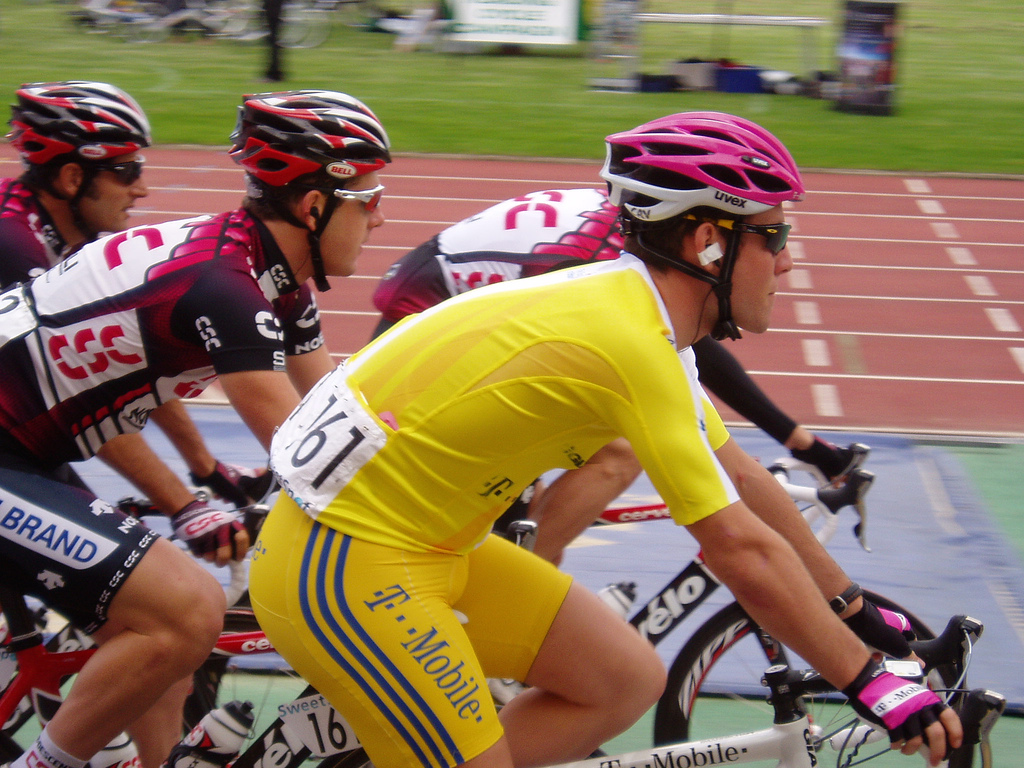
Mark Cavendish in de gele trui.

De rittenkoers begon op 9 september met een korte proloog van 2,5 km. Deze werd gewonnen door Mark Cavendish, die een dag later ook de 1e rit in lijn naar zijn hand zette door in de sprint Steven Caethoven en Juan José Haedo te verslaan. Vervolgens trok het peloton naar Taunton, waar de Rus Nikolaj Troesov, eerder al tweede in de proloog, de dagzege behaalde en de leiding overnam in het klassement.
Op de vierde koersdag was de tweede massasprint een feit; ditmaal was de jonge Australiër Matthew Goss de beste. De volgende dag was er, net als twee dagen eerder, opnieuw een dubbelslag. Adrián Palomares won de etappe en nam ook de leiding in de tussenstand. Terwijl Aleksandr Serov de 5e etappe won, leek Palomares al zeker van de zege. Maar niets bleek minder waar, want Romain Feillu wist zich dankzij bonificatieseconden op de valreep nog van de eindzege te verzekeren. Paul Manning won de slotrit, door solo als eerste de streep te passeren.

## Etappe-overzicht
| etappe  | datum        | start          | finish         | afstand    | winnaar          | klassementsleider |
| ------- | ------------ | -------------- | -------------- | ---------- | ---------------- | ----------------- |
| Proloog | 9 september  | Crystal Palace | Crystal Palace | 2,5 km (p) | Mark Cavendish   | Mark Cavendish    |
| 1e      | 10 september | Reading        | Southampton    | 138,9 km   | Mark Cavendish   | Mark Cavendish    |
| 2e      | 11 september | Yeovilton      | Taunton        | 169,2 km   | Nikolaj Troesov  | Nikolaj Troesov   |
| 3e      | 12 september | Worcester      | Wolverhampton  | 152,5 km   | Matthew Goss     | Nikolaj Troesov   |
| 4e      | 13 september | Rotherham      | Bradford       | 163,3 km   | Adrián Palomares | Adrián Palomares  |
| 5e      | 14 september | Liverpool      | Kendal         | 170,1 km   | Aleksandr Serov  | Adrián Palomares  |
| 6e      | 15 september | Dumfries       | Glasgow        | 156,5 km   | Paul Manning     | Romain Feillu     |

## Klassementsleiders
| Etappe    | Algemeen         | Punten          | Berg            | Sprint           | Ploegen                |
| P         | Mark Cavendish   | Mark Cavendish  | Mark Cavendish  | Mark Cavendish   | Tinkoff                |
| 1         | Mark Cavendish   | Mark Cavendish  | František Raboň | Piet Rooijakkers | Tinkoff                |
| 2         | Nikolaj Troesov  | Nikolaj Troesov | Serge Pauwels   | Piet Rooijakkers | Duja-Tavira            |
| 3         | Nikolaj Troesov  | Nikolaj Troesov | Ben Swift       | Zakkari Dempster | Duja-Tavira            |
| 4         | Adrián Palomares | Romain Feillu   | Ben Swift       | Zakkari Dempster | Fuerteventura-Canarias |
| 5         | Adrián Palomares | Romain Feillu   | Ben Swift       | Mark Cavendish   | Fuerteventura-Canarias |
| 6         | Romain Feillu    | Mark Cavendish  | Ben Swift       | Mark Cavendish   | Fuerteventura-Canarias |
| Eindstand | Romain Feillu    | Mark Cavendish  | Ben Swift       | Mark Cavendish   | Fuerteventura-Canarias |

## Etappe-uitslagen

### Proloog
| Crystal Palace – Crystal Palace (2,5 km) |                 |               |          |
| Plaats                                   | Naam            | Ploeg         | Tijd     |
| Winnaar                                  | Mark Cavendish  | T-Mobile Team | 0h02'27" |
| 2                                        | Nikolaj Troesov | Tinkoff       | +00' 01" |
| 3                                        | Aleksandr Serov | Tinkoff       | +00' 03" |

### 1e etappe
| Reading – Southampton (138,9 km) |                  |                      |          |
| Plaats                           | Naam             | Ploeg                | Tijd     |
| Winnaar                          | Mark Cavendish   | T-Mobile Team        | 3h07'46" |
| 2                                | Steven Caethoven | Chocolade Jacques-TV | z.t.     |
| 3                                | Juan José Haedo  | Team CSC             | z.t.     |

### 2e etappe
| Yeovilton – Taunton (169,2 km) |                 |           |          |
| Plaats                         | Naam            | Ploeg     | Tijd     |
| Winnaar                        | Nikolaj Troesov | Tinkoff   | 3h58'53" |
| 2                              | Luke Roberts    | Team CSC  | +00' 08" |
| 3                              | Romain Feillu   | Agritubel | +00' 12" |

### 3e etappe
| Worcester – Wolverhampton (152,2 km) |               |               |          |
| Plaats                               | Naam          | Ploeg         | Tijd     |
| Winnaar                              | Matthew Goss  | Team CSC      | 3h48'41" |
| 2                                    | Freddy Bichot | Agritubel     | z.t.     |
| 3                                    | Roger Hammond | T-Mobile Team | z.t.     |

### 4e etappe
| Rotherham – Bradford (163,3 km) |                  |                        |          |
| Plaats                          | Naam             | Ploeg                  | Tijd     |
| Winnaar                         | Adrián Palomares | Fuerteventura-Canarias | 2h43'41" |
| 2                               | Tom Stubbe       | Chocolade Jacques-TV   | z.t.     |
| 3                               | David Blanco     | Duja-Tavira            | z.t.     |

### 5e etappe
| Liverpool – Kendal (170,1 km) |                 |               |          |
| Plaats                        | Naam            | Ploeg         | Tijd     |
| Winnaar                       | Aleksandr Serov | Tinkoff       | 4h00'53" |
| 2                             | Mark Cavendish  | T-Mobile Team | +01' 43" |
| 3                             | Romain Feillu   | Agritubel     | +01' 45" |

### 6e etappe
| Dumfries – Glasgow (156,5 km) |                    |                      |          |
| Plaats                        | Naam               | Ploeg                | Tijd     |
| Winnaar                       | Paul Manning       | Groot-Brittannië     | 3h31'04" |
| 2                             | Salvatore Commesso | Tinkoff              | +00' 07" |
| 3                             | Kurt Hovelynck     | Chocolade Jacques-TV | z.t.     |

## Eindklassementen
| Plaats    | Naam               | Ploeg                   | Tijd      |
| --------- | ------------------ | ----------------------- | --------- |
| Gele trui | Romain Feillu      | Agritubel               | 28u06'24" |
| 2         | Adrián Palomares   | Fuerteventura-Canarias  | z.t.      |
| 3         | Luke Roberts       | Team CSC                | +00' 06"  |
| 4         | Martín Garrido     | Duja Tavira             | +00' 12"  |
| 5         | Piet Rooijakkers   | Skil-Shimano            | +00' 13"  |
| 6         | Simon Clarke       | South Australia.com-AIS | +00' 17"  |
| 7         | Maarten Tjallingii | Skil-Shimano            | z.t.      |
| 8         | Gene Bates         | South Australia.com-AIS | +00' 47"  |
| 9         | David Muñoz        | Fuerteventura-Canarias  | +00' 21"  |
| 10        | David Blanco       | Duja-Tavira             | +00' 24"  |
|           |                    |                         |           |
| 14        | Serge Pauwels      | Chocolade Jacques-TV    | +01' 08"  |

| Plaats      | Naam           | Ploeg     | Punten |
| ----------- | -------------- | --------- | ------ |
| Groene trui | Mark Cavendish | T-Mobile  | 46     |
| 2           | Romain Feillu  | Agritubel | 45     |
| 3           | Luke Roberts   | Team CSC  | 38     |

| Plaats    | Naam             | Ploeg                  | Punten |
| --------- | ---------------- | ---------------------- | ------ |
| Rode trui | Ben Swift        | Barloworld             | 32     |
| 2         | Paul Manning     | Groot-Brittannië       | 28     |
| 3         | Adrián Palomares | Fuerteventura-Canarias | 20     |

| Plaats     | Naam             | Ploeg                   | Punten |
| ---------- | ---------------- | ----------------------- | ------ |
| Witte trui | Mark Cavendish   | T-Mobile                | 22     |
| 2          | Zakkari Dempster | South Australia.com-AIS | 20     |
| 3          | Piet Rooijakkers | Skil-Shimano            | 16     |

| Plaats | Ploeg                                 | Tijd      |
| ------ | ------------------------------------- | --------- |
|        | Fuerteventura-Canarias                | 64u05'34" |
| 2      | Skil-Shimano                          | +00' 55"  |
| 3      | Chocolade Jacques-Topsport Vlaanderen | +01' 29"  |